# Фольїццо
Фольїццо (італ. Foglizzo, п'єм. Fojiss) — муніципалітет в Італії, у регіоні П'ємонт,  метрополійне місто Турин.
Фольїццо розташоване на відстані близько 540 км на північний захід від Рима, 25 км на північ від Турина.
Населення — 2368 осіб (2014).
Щорічний фестиваль відбувається 22 липня. Покровитель — Santa Maria Maddalena.

## Демографія
Населення за роками:

Станом на 1 січня 2023 року в муніципалітеті офіційно проживало 157 іноземців з 17 країн, серед них 130 громадян країн Євросоюзу та 2 громадяни України.

## Сусідні муніципалітети
- Босконеро
- Калузо
- Монтанаро
- Сан-Беніньо-Канавезе
- Сан-Джорджо-Канавезе
- Сан-Джусто-Канавезе